# Foucarville
Foucarville – miejscowość i dawna gmina we Francji, w regionie Normandia, w departamencie Manche. W 2013 roku jej populacja wynosiła 127 mieszkańców. 
1 stycznia 2016 roku połączono 5 wcześniejsze gminy: Beuzeville-au-Plain, Chef-du-Pont, Écoquenéauville, Foucarville oraz Sainte-Mère-Église. Siedzibą gminy została miejscowość Sainte-Mère-Église, a nowa gmina przyjęła jej nazwę. 